# Irán en los Juegos Olímpicos de Roma 1960
Irán estuvo representado en los Juegos Olímpicos de Roma 1960 por un total de 23 deportistas masculinos que compitieron en 5 deportes.
El portador de la bandera en la ceremonia de apertura fue el halterófilo Yafar Salmasi.

## Medallistas
El equipo olímpico iraní obtuvo las siguientes medallas:
| Nombre           | Deporte            | Competición |
| ---------------- | ------------------ | ----------- |
| Oro              |                    |             |
| —                |                    |             |
| Plata            |                    |             |
| Golamreza Tajti  | Lucha libre        | 87 kg M     |
| Bronce           |                    |             |
| Esmaeil Elmjah   | Halterofilia       | 56 kg M     |
| Mohamed Paziraie | Lucha grecorromana | 52 kg M     |
| Ebrahim Seifpur  | Lucha libre        | 52 kg M     |